# Quercus acrodonta
Espèce
Classification phylogénétique
Quercus acrodonta est une espèce d'arbres du sous-genre Quercus et de la section Quercus. L'espèce est présente en Chine.